# Makoto Teguramori
Makoto Teguramori (手倉森誠?, Teguramori Makoto; Gonohe, 14 novembre 1967) è un allenatore di calcio ed ex calciatore giapponese, di ruolo centrocampista.

## Carriera

### Nazionale
Ha guidato la nazionale olimpica giapponese ai Giochi del 2016 in Brasile.